# Rzymska willa w Żejtun
Rzymska willa w Żejtun – kompleks archeologiczny w miejscowości Żejtun, położonej w południowo-wschodniej części Malty. Znajdujące się na otwartym powietrzu pozostałości obiektu obejmują teren z oryginalnymi rzymskimi podłogami z kafelków oraz kolorowanymi stiukami. Miejsce to było zasiedlone od epoki brązu, chociaż aktualnie eksponowane pozostałości mogą być datowane głównie na czas od okresu punickiego po późną starożytność. Stanowisko to zostało odkryte w roku 1961, a kompleks był obiektem dwóch badań archeologicznych na dużą skalę, z których pierwsze przeprowadzone zostało w latach siedemdziesiątych XX wieku.
Więcej świadectw antycznego osadnictwa na tym terenie pochodzi z terenów grzebalnych, jak tych wokół kościoła św. Grzegorza, Tal-Barrani, Tal-Ħotba oraz Bulebel. Wykopaliska na terenie willi potwierdzają obecność dobrze rozwijającej się produkcji oleju z oliwek na południowym krańcu wyspy.
Stanowisko archeologiczne znajduje się na terenie należącym do „St. Thomas More Secondary School” w Żejtun.

## Topografia stanowiska
Pozostałości willi znajdują się na najwyższym punkcie długiego, płaskiego grzbietu, rozciągającego się na kierunku wschód-zachód, blisko jego wschodniego krańca. Poza terenem szkolnym w kierunku wschodnim grzbiet widocznie opada w kierunku Tas-Silġ i Delimary, wzdłuż głównej drogi biegnącej w tym kierunku. W kierunku północnym i południowym, poza główną drogą, grzbiet opada łagodnie. Droga biegnie na zachód mniej więcej na tej samej wysokości, aż do Bir id-Deheb, z terenem znów się wznoszącym w kierunku Gudja oraz kościoła parafialnego Ħal Għaxaq. Pozostałości willi zatem znajdują się kilka metrów wyżej niż stary kościół parafialny św. Katarzyny (dziś kościół św. Grzegorza) i zdecydowanie wyżej niż aktualny kościół parafialny w Żejtun.

## Odkrycie i wykopaliska
Miejscowi ludzie wiedzieli o istnieniu w sąsiedztwie starożytnych obiektów, jednak archeolodzy zaczęli systematycznie odkrywać teren dopiero od roku 1964, kiedy robotnicy budujący szkołę, przypadkowo odsłonili ruiny. W kilku miejscach wokół Żejtun odkryte zostały różne punickie i rzymskie grobowce, najbardziej interesujący był kompleks grzebalny w Tal-Barrani, z dowodami znacznej reorganizacji w VII wieku. W dniu 8 kwietnia 1963 roku został odkryty, a następnie zbadany przez lokalne władze, grobowiec „na polu bezpośrednio przylegającym od wschodu do nowej szkoły wiejskiej”. W grobowcu znajdowały się przedmioty zarówno punickie jak i rzymskie, w tym „lampa z trzeciego wieku, szklane unguentarium … oraz duża amfora (...) przedzielona na pół, będąca sarkofagiem dziecka”.
Przed rokiem 1961, kiedy to „ślady murów i trochę ceramiki ujrzało światło dzienne” podczas budowy nowej szkoły dla miasteczka, nie były widoczne na polach żadne ślady antycznych pozostałości. Dochodzenie władz lokalnych uznało szczątki za „niewielkie” i nie podjęto dalszych działań. Odkrycie większej liczby szczątków zostało ponownie zgłoszone w roku 1964, zidentyfikowano je jako „budynek punicko-rzymski”. Przebadano trzy główne elementy znaleziska – dużą cysternę na wodę, ciąg kamiennych kanałów wodnych oraz mur fundamentu, który został oddzielony od pobliskiego chodnika rowem. Później prace archeologiczne przy resztkach rzymskiej willi przeprowadzono w latach 1972–1976, a następnie od roku 2006.
Podczas początkowych wykopalisk w roku 1972 prace skoncentrowały się na terenie obejmującym pozostałości prasy do wyciskania oleju z oliwek. Odsłonięto również podłogę z płaskich płyt. Archeolodzy znaleźli też, na terenie zidentyfikowanym jako mieszkalny, pozostałości kilku prostokątnych pomieszczeń wyłożonych płytkami w kształcie rombu. Willa była wiejskim obiektem mieszkalnym, z miejscem do produkcji oleju z oliwek. To ostatnie zostało potwierdzone przez znalezienie dużego bloku z równoległymi rurami, różnej wielkości otworami i kanałami, bloków kotwicznych, oraz kwadratowego bloku z wydrążonym okrągłym zbiornikiem na ciecz. Część mieszkalna składała się z co najmniej trzech prostokątnych pomieszczeń, z których jeden mógłby być opisany jako długa aula. Wszystkie te pokoje wyłożone były płytkami w kształcie rombu, z kolorowymi płytkami tworzącymi wzór „w jodełkę”. Różni się to od wzorów odkrytych w innych willach na Malcie i Gozo. Ściany willi były otynkowane i udekorowane prostymi liniami w kolorze czerwonym, żółtym i zielonym, ślady których przetrwały. Podczas prac wykopaliskowych znaleziono też skarb 43 rzymskich monet z brązu, datowanych głównie na III wiek, oraz małą kamienną prasę olejową.
Na zasiedlenie tego miejsca w epoce brązu wskazują dwa silosy skalne, zawierające nacięcia z okresu Borġ in-Nadur, wykonane w bardzo miękkim podłożu skalnym. Aktywności tego miejsca w okresie punickim sugerują znaleziska części wczesnej ceramiki, takich jak fragmenty imitacji kyliksu oraz czarnej, połyskliwej skorupki, prawdopodobnie z greckiej Attyki. Najbardziej intensywną działalność na tym miejscu prowadzono w czasach Imperium Rzymskiego, co potwierdza obecność wielu fragmentów terra sigillata z terenu półwyspu Apenińskiego, jak i północnej Afryki.
Najważniejszymi znaleziskami z wykopalisk w roku 1976 były dwa fragmenty naczynia do gotowania, z których jeden miał inskrypcję pismem punickim, odczytaną jako  poświęcenie bogini Astarte lub Anat, albo też obu. Znaleziono też dużą ilość ułomków wyrobów garncarskich, w tym połowę płaskiego czerwonego talerza oraz innej ręcznie wykonanej ceramiki. Pod pozostałościami willi znaleziono rowy po sadzeniu winorośli, co znaczy, że można je datować na okres przedrzymski.
Nigdy nie zbudowano żadnej trwałej ochrony, aby zabezpieczyć pozostałości na miejscu, jedynie postawiono mur graniczny, oddzielający teren wykopalisk od szkoły i dróg lokalnych. W roku 2006 wznowione zostały, przez Department of Classics and Archaeology Uniwersytetu Maltańskiego, badania archeologiczne. W Niemczech przeprowadzono badania pozostałości znalezionych w Żejtun, aby wywnioskować, czy produkowano tam oliwę, lecz wyniki nie są jednoznaczne.

## Literatura
- Jo Ann Cassar, Roberta De Angelis. Zejtun Roman Villa Conservation Project. „Vigilo”, s. 14, 10.2013. Din l-Art Ħelwa. ISSN 1026-132X. [zarchiwizowane z adresu 2014-02-11]. (ang.).